# Asii Chemnitz Narup
Asii Chemnitz Narup (Nuuk, 27 de junho de 1954) é uma política groenlandesa. Ela foi prefeita de Sermersooq entre 2009 até 2019.
Ela foi eleita para o Parlamento da Groenlândia pelo partido político Inuit Ataqatigiit em 2002, e foi reeleita em 2005. Ela foi Ministra do Meio Ambiente e da Saúde de 2003 a 2006. Ela renunciou em protesto contra o que ela viu como um mau funcionamento do sistema do governo. Em 2008 foi eleita prefeita de Nuuk, mas em 1º de janeiro de 2009 tornou-se prefeita de Sermersooq, resultado da fusão de vários municípios.